# Civilní obrana (Star Trek: Stanice Deep Space Nine)
Civilní obrana (v anglickém originále Civil Defense) je v pořadí sedmá epizoda třetí sezóny seriálu Star Trek: Stanice Deep Space Nine.

## Příběh
Náčelník O'Brien, Jake a komandér Sisko při čištění pracovních prostor stanice Deep Space Nine aktivují obranný program, který vytvořil její bývalý velitel gul Dukat, aby zabránil případnému povstání bajorských dělníků. Trojice je uzavřena v prostorách na zpracování rudy, a protože počítač nepřijme jejich kapitulaci, jsou nuceni utéct před nervovým plynem zaplavujícím komoru. Program to bere jako útěk dělníků a spouští druhý stupeň ochrany: vypne komunikaci na stanici a všechny vnitřní prostory zatarasí silovými poli. Do odříznutého velína přichází Garak, který jako Cardassian může díky bezpečnostním kódům silovými poli procházet a snaží se program ukončit, ale i přes veškerou opatrnost spustí autodestrukci stanice.
Překvapivě se na stanici objevuje gul Dukat, který zachytil nouzový signál. Za zrušení autodestrukce chce od Kiry svolení k transportu svých vojáků na stanici a legalizaci jejich pobytu. Když se chce transportovat zpět na svou loď, program to vyhodnotí jako kolaboraci s nepřítelem a zablokuje přesun. Dukat samozřejmě nechce na stanici zemřít a pomůže vyřadit silová pole. Sisko tak sice nemá čas na odstavení reaktoru, ale alespoň přesměruje energetické výboje, které mají stanici zničit, do jejích štítů.

## Zajímavosti
- Vesmírná stanice Deep Space Nine byla v průběhu okupace Bajoru používána ke zpracování rudy, v této epizodě se jsou zobrazeny právě do tyto prostory, dříve neukázané.